# Hassendjé
Hassendjé är en ort i Komorerna.   Den ligger i distriktet Grande Comore, i den nordvästra delen av landet, 17 km nordost om huvudstaden Moroni. Hassendjé ligger 129 meter över havet och antalet invånare är 417. Den ligger på ön Grande Comore.
Terrängen runt Hassendjé är kuperad åt nordväst, men åt sydväst är den bergig. Havet är nära Hassendjé österut.  Närmaste större samhälle är Moroni, 16,7 km sydväst om Hassendjé. 